# Nelly & Nadine
Nelly & Nadine és una pel·lícula documental del 2022 dirigida per Magnus Gertten. Representa l'última part d'una trilogia del director. S'ha subtitulat al català.
Explica la història de la vida de les dues dones del títol, Nelly Mousset-Vos i Nadine Hwang, que es van enamorar mentre eren presoneres del camp de concentració de Ravensbrück durant Segona Guerra Mundial. Unes dècades més tard, la neta de la Nelly parteix a la recerca de pistes sobre la relació entre les dues dones, que feia temps que era secreta.
Es va estrenar el febrer de 2022 al 72è Festival Internacional de Cinema de Berlín. Va arribar als cinemes d'Alemanya el 24 de novembre de 2022.